# Aphrodite (Täuschkörper)
Aphrodite, amtlich „Funkmeß-Täuschungsgerät“ (FuMT 1), war der Deckname eines Täuschkörpers, der von deutschen U‑Booten während des Zweiten Weltkriegs eingesetzt wurde, um alliierten Radargeräten falsche Ziele („Scheinziele“) vorzutäuschen und sie so von den U‑Booten abzulenken.
Der Name leitet sich aus der griechischen Mythologie von der Göttin der Liebe ab.

## Prinzip
Ähnlich wie bei Düppel, Bolden oder insbesondere dem Täuschkörper Thetis, einer zum selben Zweck dienenden Boje der Kriegsmarine, diente auch Aphrodite dazu, das gegnerische Radar zu täuschen, indem es durch Erzeugung starker Radarechos vermeintliche Positionen von Seefahrzeugen vorgaukelte.
Hierzu wurden Metallstreifen geeigneter Länge genutzt, die Radarsignale im erwarteten Frequenzband zurückstreuten. Als leitfähiges Material wurde Stanniol oder Aluminium eingesetzt. Drei horizontal orientierten Streifen wurden wie Windfahnen an dem Seil eines aufblasbaren Fesselballons mit einem Durchmesser von etwas unter einem Meter befestigt. Der Ballon wurde an Deck des U‑Boots mit Wasserstoff befüllt. Er stieg dann mitsamt den Metallstreifen bis in eine Höhe von etwa 50 m auf, abhängig von der Länge des angebrachten „Fesselseils“. Am unteren Ende war das Seil an einem primitiven Floß befestigt, das auf der Wasseroberfläche treiben gelassen wurde, während sich das U‑Boot absetzte. Der Wasserstoffballon konnte für etwa drei bis sechs Stunden schwebend in der Luft bleiben und ein U‑Boot vortäuschen.
Die durch die Metallstreifen erzeugte Rückstreuung ist dann besonders hoch, wenn die Streifenlänge gleich der halben Wellenlänge des Radarsignals ist oder einem ganzzahligen Vielfachen davon. In diesem Fall erzeugen sie einen Radarquerschnitt, der dem eines U‑Boots entspricht und im Radarsichtgerät mit diesem, ähnlich wie bei einer Radar-Attrappe, leicht verwechselt werden kann. Der Effekt tritt jedoch nicht gleichermaßen für alle Frequenzen auf. Insofern lässt sich nicht breitbandig das Radarecho eines echten U‑Boots vortäuschen. Bei Frequenzen, für die die Streifenlänge stark von der halben Wellenlänge oder einem Vielfachen abweicht, reduziert sich der Radarquerschnitt erheblich und der Täuschungseffekt bleibt aus.
Eingesetzt wurde Aphrodite in der Atlantikschlacht ab Mitte 1943. Obwohl den Alliierten Aphrodite nicht lange geheim blieb, konnte es dennoch zu Verwirrung führen. Mehrfach glückte es deutschen U‑Booten hiermit, Verfolger abzulenken und abzuschütteln und so selbst zu entkommen.